# Elezioni primarie del Partito Democratico del 1964 (Stati Uniti d'America)
Le elezioni primarie del Partito Democratico statunitense del 1964 sono il processo di selezione nel quale il Partito Democratico degli Stati Uniti ha scelto i delegati che hanno partecipato al Convegno Nazionale Democratico del 1964, nel quale è stato nominato il candidato unico alla Presidenza per le elezioni del 1964.

## Visione d'insieme dei risultati
Gli Stati votano secondo un calendario stilato dal Comitato nazionale democratico.